# Эскудо Португальской Индии
Эскудо Португальской Индии (порт. Escudo da Índia Portuguesa) — денежная единица Португальской Индии в 1958—1961 годах.

## История
Эскудо введён в Португальской Индии в 1958 году, заменив рупию Португальской Индии в соотношении: 1 рупия = 6 эскудо. Эскудо = 100 сентаво.
Выпуск монет начат в 1958 году, банкнот — в 1959.
В 1961 году индийские войска заняли территорию Португальской Индии, которая была включена в состав Республики Индия. Эскудо был заменён на индийскую рупию.

## Монеты и банкноты
Выпускались банкноты Национального заморского банка в 30, 60, 100, 300, 600 и 1000 эскудо. Все банкноты датированы 2 января 1959 года.
Чеканились монеты в 10, 30, 60 сентаво, 1, 3, 6 эскудо.